# Intimidation One
Intimidation One (deutsch: ‚Einschüchterung Nr. 1‘, verweist auf ein Gesetz in Oregon) war eine US-amerikanische Rechtsrock-Band aus Portland, Oregon. Sie entstammt dem Umfeld der Skinhead-Gang Volksfront. Sie gilt als Vorreiter des rechtsextremen Hardcores, dem sogenannten Hatecore oder NS-Hardcores.

## Bandgeschichte
Intimidation One wurde 1994 gegründet. Das erste Demo Frontline Soldiers erschien 1995. Ihr Debütalbum Call to Warriors folgte 1998 über Imperium Records. Dort erschien ebenfalls das Album Fallen Heroes (2000). Beide Alben sind in Deutschland indiziert, Call to Warriors außerdem beschlagnahmt. Auch eine Split-CD mit Bulldog Breed wurde von der Bundesprüfstelle für jugendgefährdende Medien indiziert. 2004 erschien über Panzerfaust Records unter dem Titel Landser – English ein Album mit englischsprachigen Coverversionen der Band Landser aus Berlin. Obwohl das Album als Kompilation vermarktet wurde, stammt die Musik ausschließlich von Intimidation One. Es wurde 2004 ebenfalls indiziert.
Die Band spielte mehrfach im europäischen Raum, unter anderem auf Blood-and-Honour-Veranstaltungen in Deutschland, Österreich, Frankreich und der Schweiz. Am 16. März 2002 war die Band zusammen mit dem Co-Headliner Max Resist am größten Rechtsrock-Konzert Nordrhein-Westfalens beteiligt. Sie spielte dort vor mehr als 1.000 Personen. Intimidation One war mit dem Lied Set Our Brothers Free 2004 am Projekt Schulhof-CD der Freien Kameradschaften beteiligt. Um 2004 benannte sich Intimidation One in Criminal Culture um.
Unter dem Namen Bound for Intimidation formt die Band ein Seitenprojekt mit Bound for Glory. Diese veröffentlichten bisher drei Lieder als Bonustitel eines Albums der Lippstädter Band Bloodrevenge um den Liedermacher Jan-Peter (auch bei Kältetod).

## Mitglieder
Richard Arden, Bassist der Band, war von 2004 bis 2006 Chef der Straßengang Volksfront. Er spielt außerdem Bass bei der Band Jew Slaughter. Ebenfalls eng verbunden mit Volksfront ist das ehemalige Mitglied Dylan Wheeler, der sich von 2005 bis 2006 für den Internetauftritt der Organisation verantwortlich zeichnete. Bekanntestes Ex-Mitglied der Band dürfte der Hammerskin Michael Wade Page sein, der am 5. August 2012 sechs Menschen bei einem Sikh-Tempel in Wisconsin erschoss, vier weitere verwundete und sich anschließend selbst richtete.

## Bandname
Der Bandname basiert auf ORS 166.165, einem Gesetz in Oregon, das sich mit den sogenannten Hate crimes, also Verbrechen aus Hass beschäftigt. „Intimidation One“ bedeutet „Intimidation in the first degree“: Einschüchterung durch mehrere Personen gegen Menschen anderer Hautfarbe, Religion, Ethnizität oder sexueller Orientierung.

## Diskografie
- 1995: Frontline Soldiers (MC, Frontline Records)
- 1998: Call to Warriors (Imperium Records, indiziert und beschlagnahmt)
- 2000: Fallen Heroes (Imperium Records, indiziert)
- 2001: Brothers Through Blood Vol. 2 (Split-CD mit Bulldog Breed, Panzerfaust Records, indiziert)
- 2003: Landser – English (Panzerfaust Records, indiziert)
- 2013: 10 Years on the Frontline (Kompilation, Fetch the Rope Records)